# Eugène Sue
Eugène Sue (1804-1857) fou un escriptor del romanticisme francès cèlebre pels seus fulletons, que es poden considerar precedents dels actuals supervendes per qüestions estilístiques i temàtiques. D'idees socialistes, reflectí en les seves obres diferents classes socials i l'ambient urbà amb les noves contradiccions que provocava, sempre com a rerefons d'una intriga de misteri i amor. La influència de les seves novel·les és patent en molts dels escriptors del realisme posterior, tot i que sovint ha estat criticat per les exageracions i el to ampul·lós.

## Biografia
Era fill del metge Jean-Joseph Sue (1760–1830), que volia dedicar-lo a la mateixa professió, i encara va fer alguns estudis amb aquest objecte, embarcant després com a cirurgià al navili Breslau, a bord del qual va assistir á la batalla de Navarino (1827). Disgustat de la carrera que se l'obligava a seguir, va desembarcar el 1820, després d'haver visitat diversos països de l'Amèrica del Sud i del litoral asiàtic. Aleshores va morir el seu pare, que li va deixar una considerable fortuna. Sue, que encara no havia pensat a dedicar-se a la literatura, va passar alegrement una temporada a París, fins que un dia, en una reunió d'amics, va explicar una anècdota de la seva curta vida de marí. Seguint el consell d'un dels presents, Sue va compondre una novel·leta sobre aquell assumpte, i en vista del bon èxit, va escriure una sèrie d'obretes, que tenien el mar per escenari. Abandonant aquest després, va voler cultivar la novel·la de costums de l'alta societat, a la qual tenia fàcil accés, fins que, arruïnat i traït per una amant, es va retirar a Solinge i va començar allí a redactar les seves novel·les de caràcter social, a les que degué tota la seva immensa popularitat, comparable només a la de Dumas.
Tendenciosos i falsejant moltes vegades la veritat, les seves qualitats d'observador, la seva imaginació desbordant i potència dramàtica, li van fer, però, creditor al veritable fanatisme que sentien per ell milions de lectors de tot Europa. A arrel del moviment de 1848 va publicar dos manifestos revolucionaris, Le républicain des campagnes i Le berger de Kravan (1848), sent elegit individu de l'Assemblea Constituent el 28 d'abril de 1850. Havent protestat cop d'Estat del 2 de desembre de 1852, es va constituir presoner, encara que no s'havia donat ordre de presó contra ell, per la qual cosa se'l va deixar immediatament en llibertat, retirant-se llavors a Annecy, on va acabar els seus dies.

## Obra
Dotat de gran fecunditat, va escriure;
- Kernok le pirate (1830)
- Altar-Gull (París, 1831);
- Plick et Plock, plena ridícules mentides pel que fa a les coses i costums espanyoles (París, 1831);
- La Vigie de Koat-Ven (4 vol., París, 1833);
- La salamandre (París, 1832);
- Histoire de la Marine franáise, molt fluixa (5 vol. París, 1835/37);
- Latréaunont (París, 1837);
- Mathilde (París, 1841);
- Les Mystères de Paris (1842), un dels seus grans èxits, malgrat el fals dels caràcters, el convencional de les situacions i l'inversemblant dels seus desenllaços;
- Le Juif errant, la seva obra cimera, publicada primer com a fulletó a Le Constitutionnel (París, 1844), i de la qual es van fer en poc temps nombroses edicions i traduccions, malgrat el seu caràcter de libel calumniós, però abundant en episodis dramàtics, encara que falsos;
- Le Morne au Diable;
- Les Sept Pechés Capitaux (16 vol, París 1847/49);
- Les Mystères du Peuple et les Mystères du Monde, ou Histoire d'une familie de proletaires à traves les âges (16 vol., París, 1849/57);
- Les Misères des Enfants trouvés (París, 1851);
- La Marquise Cornélia Alfi (1852)
- Gilbert et Gilberte (7 vol. París, 1853);
- Jeanne et Louise (París, 1853);
- La famille Jouffray (3 vol. París, 1854);
- Le diable médecin (7 vol. París, 1855/57);
- Le fils de famille (París, 1856/57),
- La bonne aventure; La France sous l'Empire (París,1857);
- Mademoiselle de Plouérmel (París, 1864);
- Jeanne d'Arc (París, 1865).

Algunes d'aquestes obres han estat traduïdes al castellà i altres idiomes, i moltes han estat adaptades al teatre per l'autor o amb la seva col·laboració. En 1907 es va erigir un monument a Sue a Annecy. No hi ha cap dubte i gairebé tots els crítics estan d'acord en considerar Sue com un fecund fabricant de fulletons, que encerta més afalagant passions baixes que pintant caràcters versemblants.